# Wappen von Sint Eustatius
Das Wappen von Sint Eustatius wurde 2004 vom Rat der Insel Sint Eustatius festgelegt. Zu diesem Zeitpunkt war Sint Eustatius noch Teil der Niederländischen Antillen. Am 15. Dezember 2008 wurde von Vertretern der Niederlande und der Niederländischen Antillen die Auflösung des Landesverbands der Niederländischen Antillen mit Wirkung zum 10. Oktober 2010 beschlossen. Seit diesem Tag ist Sint Eustatius eine Besondere Gemeinde der Niederlande.

## Beschreibung
Der zinnengekrönte dreigeteilte Wappenschild vor 2 Stängeln einer Zuckerrohrpflanze zeigt links eine Festung, rechts die Insel Sint Eustatius und unten einen Anglerfisch. Der lateinische Wahlspruch „SUPERBA ET CONFIDENS“ lautet übersetzt „Stolz und selbstbewusst“.